# D’Artagnan i trzej muszkieterowie (miniserial)
D’Artagnan i trzej muszkieterowie – radziecka ekranizacja powieści Aleksandra Dumasa z 1978 roku, miniserial.

## Obsada
- Michaił Bojarski – D’Artagnan
- Wieniamin Smiechow – Atos
- Walentin Smirnicki – Portos
- Igor Starygin – Aramis
- Margarita Tieriechowa – Milady
- Aleksandr Trofimow – kardynał Richelieu
- Irina Ałfiorowa – Konstancja Bonacieux
- Boris Klujew – Rochefort
- Oleg Tabakow – Ludwik XIII
- Alisa Friejndlich – Anna Austriaczka
- Lew Durow – De Treville
- Aleksej Kuzniecow – książę Buckingham
- Eugeniusz Danczewski – Felton
- Leonid Kaniewski – pan Bonacieux